# Cirex
Cirex je metal-elektronski projekt portoriškega multi-inštrumentalista Erica Ortiza, nekdanjega basista Portoriške skupine Neuttro. Cirex je kompleksen izvajalec, katerega zvrst je natančneje math metal - kombinacija progresivnega metala in industriala. V letu 2009 je izdal svoj prvi album The Lab, ki je pretežno instrumentalen. Posnel in produciral ga je v sodelovanju z Wilom Martinom iz skupine Earshot.
Cirex se je pojavil v prodajalnah raznih Hot Topicsov v Portoriku, pesmi pa so se razširile po spletu preko iTunes, Napster in dosegle tisoče prodaj.
Ustanovljen je bil leta 2005 kot stranski projekt Erica Ortiza, ime je nastalo iz njegovega lastnega. Cirex (je narobe obrnjeno ime "Eric" in "X", ki simbolizira krščanski križ). Cirexova glasba se je pojavila v filmu The Horror Vault 1. Kasneje je izšel njegov album Nietzsche is Dead, ki ga je možno povleči tako z njegove spletne strani kot iTunesa in Amazona. Nekaj sekund njegove glasbe se pojavi tudi v filmu Taken.
Cirex trenutno dela na izvajanju v živo.

## Diskografija
- The Lab (2009)[2]
- Nietzsche is Dead (2012)[3]
- Camera Obscura EP (2014)[4]
- Trialism - (2015)[5][6]
- Cosmology EP - (2015)[7]